# Dublin (Californie)
Ne doit pas être confondu avec Dublin.
Pour les articles homonymes, voir Dublin (homonymie).
La ville de Dublin est une municipalité du comté d'Alameda. Située au croisement de l'Interstate 580 et l'Interstate 680, la ville disposent d'une excellent position dans le maillage routier et n'est située qu'à 40 km d'Oakland. Le siège social de la société Sybase y est installé. Son nom lui vient de son homonyme, Dublin, en Irlande.

## Géographie
Selon le Bureau du recensement des États-Unis, la ville a une superficie de 32,6 km2.

## Histoire
La première implantation occidentale dans ce qui allait devenir la ville de Dublin eut lieu en 1822, quand Jose Maria Amador reçut des terres en récompense de ses services dans l'armée mexicaine. Il en revendit une partie en 1852 à Michael Murray et Jeremiah Fallon qui s'installèrent avec leurs familles. Ainsi, un premier foyer de peuplement prit naissance. Il fallut néanmoins attendre 1877 pour d'une école, une église et des commerces apparaissent.
La ville resta longtemps rurale, est ce n'est qu'à compter des années 1960 que l'urbanisme s'y développa.

## Gouvernement
La ville est dirigée par un maire, élu pour deux ans, et par un conseil de 4 membres, élus pour quatre ans. Les élections ont lieu les années paires et personne ne peut servir plus de huit années consécutives sans distinction de fonction entre maire et membre du conseil.

## Démographie
| Groupe            | Dublin | Californie | États-Unis |
| ----------------- | ------ | ---------- | ---------- |
| Blancs            | 51,3   | 57,6       | 72,4       |
| Asiatiques        | 26,8   | 13,1       | 4,8        |
| Afro-Américains   | 9,4    | 6,2        | 12,6       |
| Métis             | 6,0    | 4,9        | 2,9        |
| Autres            | 5,3    | 17,0       | 6,2        |
| Océaniens         | 0,6    | 0,4        | 0,2        |
| Amérindiens       | 0,5    | 1,0        | 0,9        |
| Total             | 100    | 100        | 100        |
|                   |        |            |            |
| Latino-Américains | 14,5   | 37,6       | 16,7       |

| 1970   | 1980   | 1990   | 2000   | 2010   | - |
| ------ | ------ | ------ | ------ | ------ | - |
| 13 641 | 13 496 | 23 229 | 29 973 | 46 036 | - |

## Fête de la Saint-Patrick
La ville est connue pour sa parade à l'occasion de la fête de la Saint-Patrick qui attire un large public. Cette parade est suivie d'une foire durant le week-end.